# ジョヴァンニ・サルヴェミニ

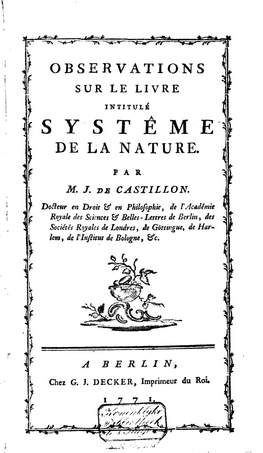
カスティヨン: Observations sur le livre intitulé Systême de la nature (1771)

ジョヴァンニ・フランチェスコ・マウロ・メルキオーレ・サルヴェミニ・ディ・カスティリオーネ（伊: Giovanni Francesco Mauro Melchiorre Salvemini di Castiglione、1708年1月15日 - 1791年10月11日
、FRS）はイタリアの数学者、天文学者。

## 経歴
1708年、トスカーナ大公国のカスティリオーネ・デル・ヴァルダーノに生まれた。父カスティリオーン・フィオレンティーノのジュゼッペ・サルヴェミニは外交官、ジュリスト、大公国大使。母マリア・ マッダレーナ・ルチア・ブラチェシ（Maria Maddalena Lucia Braccesi）はピサの家系。サルヴェミニは家庭教師に学び、フィレンツェの学校に進学した。
ピサ大学で法律と数学を学び、1730年3月3日に博士号を得て卒業した。1732年1月8日から5年間 Opera di Santa Maria del Fiore で副学長を務めた。サルヴェミニの宗教的な観点が発展して彼は職を去り、異端審問を回避して1736年にスイスに逃亡した。1717年4月16日、ジュネーヴのカルヴァン派に公的に入信した。
ローザンヌ近郊のヴヴェイに落ち着いて、1737年8月ヴヴェイの学校でプリンシパルの職を得た。彼はフランスでは ジャン・ド・カスティヨン（Jean de Castillon）の名で知られる。1748年、熱烈な教導方法などを理由に解雇された。スイスでは職を見つける事ができず、1751年にユトレヒト大学の数学・天文学の教職を得て、2つ目の博士号のための研究を始めた。1754年、ヨハン・カスティヨン（Johann Castillon）の名で博士号を獲得した。1755年、ユトレヒト大学で数学と哲学の教授に抜擢された。1758年から1759年までは学長職も務めた。
1763年、フリードリヒ2世がサルヴェミニをベルリンに招待し、プロイセン陸軍将校に数学を教えさせた。1755年からプロイセン科学アカデミー学会準会員になったが、1764年に正会員に選出された。同年サルヴェミニはベルリンに越した。1765年、ベルリン天文台の First Astronomer（"Royal Astronomer"）の職を任ぜられた。残りの人生をベルリンで過ごし、1787年に没するまで明晰で継続的な仕事をした。

### 私生活
1745年、 Elizabeth du Fresneと結婚し3人の子を儲けた。唯一生き残ったのはマキシミリアン・フリードリヒ・グスタフ・アドルフ・サルヴェミニ（下記参照）。1757年、エリザベスが没した。1759年11月、 アムステルダムのウォーローン教会でMadeleine Ravené と再婚した。ユトレヒトとベルリンでジェイムズ・ボズウェルと出会い、ポズウェルは彼の秘話や会話を記録した。
息子フレデリック・サルヴェミニ・ド・カスティヨンはベルリンアカデミー会員で百科全書の著者。

## 数学
1745年、王立協会フェローに選出された。1768年にボローニャアカデミー、1777年にマンハイムアカデミー、1784年にパドヴァアカデミー、1785年にプラハアカデミーの外国人会員に選ばれた。ベルリンアカデミーの数学部門長のジョゼフ＝ルイ・ラグランジュの後任を没するまで務めた。
彼は主に円錐曲線、三次方程式、大砲の問題を研究した。彼の名を冠する事象の一つにクラメル・カスティヨンの問題がある。

## 作品
- Discours sur l'origine d'inegalite parmi les hommes. Pour servir de reponse au discours que M Rouseau (1756)
- Mémoire sur la règle de Cardan, et sur les equations cubique, avec Quelques Remarques sur les equations en général (1783)
- Examen philosophique de principes de quelque algebra 1790 and 1791 (memoirs)